# Roduś
Roduś – stary ludowy obrzęd obchodzony w Zielone Świątki m.in. na Podlasiu i Kujawach, znany już Połabianom w X wieku. Uczestnicy obszywali okazałego wołu płótnem, ozdabiali wieńcami, barwnymi wstążkami i oprowadzali po wsi z muzyką, śpiewem i trzaskaniem biczów, zbierając przy tym pieniądze. Na Podlasiu na grzbiet umajonego wołu sadzano dużą kukłę ze słomy, albo nawet żywego jeźdźca. 
Na początku XVI wieku wielkorządca Śląska Zygmunt Stary wspomagał finansowo praktykujących ten pradawny obrzęd.